# Sørlandet
Sørlandet is een historische regio in het zuiden van Noorwegen langs het Skagerrak. Ze komt overeen met de provincie Agder. In Sørlandet wonen bijna 290.000 mensen. De grootste plaats in Sørlandet is Kristiansand.
Sørlandet geldt als jongste landsdeel van Noorwegen. De naam Sørlandet voor de twee Agderfylkene, Vest-Agder en Aust-Agder, werd voor het eerst gebruikt door Vilhelm Krag in 1902. Tot dat jaar werden Vest-Agder en Aust-Agder gerekend tot Vestlandet.
Nord-Norge · Trøndelag · Vestlandet · Sørlandet · Østlandet